# カステッラバーテ
カステッラバーテ（伊: Castellabate）は、イタリア共和国カンパニア州サレルノ県にある人口約9,200人の基礎自治体（コムーネ）。

## 地理

### 位置・広がり

#### 隣接コムーネ
隣接するコムーネは以下の通り。
- アグローポリ
- ラウレアーナ・チレント
- モンテコーリチェ
- ペルディフーモ

## 行政

### 分離集落
カステッラバーテには、以下の分離集落（フラツィオーネ）がある。
- Alano, Lago, Licosa, Ogliastro Marina, San Marco, Santa Maria, Tresino, Pietà, Salvatore, San Pietro, Località Annunziata

## 文化・観光
- 「イタリアの最も美しい村」クラブ加盟コムーネである。
- 数々の映画の撮影地となっている。Noi credevamoやCavalli si nasceなどのほかに、日本でもとくに有名な、「南イタリアへようこそ!(Benvenuti a Sud)」「北イタリアへようこそ!(Benvenuti al Nord)」という映画は、イタリアの郵便事業を行うポステ・イタリアーネの愛好家、つまり郵趣家たちにとっての聖地となっている。